# Distrito de Lakhimpur
Lakhimpur (en asamés; লখিমপূৰ জিলা) es un distrito de India en el estado de Assam. Código ISO: IN.AS.LA.
Comprende una superficie de 2 277 km².
El centro administrativo es la ciudad de Lakhimpur.

## Demografía
Según censo 2011 contaba con una población total de 1 040 644 habitantes, de los cuales 511 160 eran mujeres y 529 484 varones.